# زیست‌پذیرترین شهرهای جهان
زیست پذیرترین شهرهای جهان (به انگلیسی: Most livable cities)، نامی غیررسمی برای هر لیستی از شهرها که آن‌ها را در نظرسنجی سالانه از نظر وضعیت زندگی رتبه‌بندی می‌کنند. علاوه بر تأمین آب آشامیدنی سالم، هوای پاک، غذا و سرپناه مناسب، یک شهر «قابل زندگی» همچنین باید حس بودن جامعه را ایجاد کند. محیط‌های مناسبی را از نظر توسعه مهارت‌های اجتماعی، احساس استقلال و هویت برای همه به ویژه جوانان فراهم کند.
مناطقی که معمولاً در بین ۵۰ کشور برتر قرار دارند شامل آسیا (ژاپن و سنگاپور)، اقیانوسیه (استرالیا و نیوزیلند)، آمریکای شمالی (کانادا، آمریکا) و همچنین اروپای غربی (اتریش، آلمان و سوئیس) است. سه نمونه از این نظرسنجی‌ها عبارتند از «شاخص‌ترین شهرهای قابل زندگی» مونوکل، «رتبه‌بندی جهانی زیست پذیری» از واحد اطلاعات اکونومیست و «نظرسنجی کیفیت زندگی مرسر». نامبئو بهترین آمار را بر اساس شهرها و کشورها دارد. نظرسنجی زندگی دویچه بانک یکی دیگر از رتبه‌بندی‌های شهرها براساس کیفیت زندگی بوده است.
هر ساله کمپانی مرسر (mercer.com) کیفیت زندگی در شهرهای مختلف جهان را منتشر می‌کند. این کمپانی در تازه‌ترین بررسی خود با درنظر گرفتن معیارهای مختلف فهرست جدیدی از با کیفیت‌ترین شهرهای جهان را ارائه کرده است.و خواهد کرد.

## معیار گزینش
بهترین کشورها با بالاترین کیفیت زندگی بر اساس معیارهای زیر امتیازدهی شدند:
- مقرون به صرفه بودن
- بازار کار خوب
- ثبات اقتصادی
- مناسب برای خانواده
- برابری درآمد
- ثبات سیاسی
- امنیت
- سیستم بهداشت عمومی توسعه یافته
- سیستم آموزش عمومی پیشرفه

## رده‌بندی ای‌آی‌یو
واحد اطلاعات اکونومیست (EIU)، هر سال گزارشی به نام «رتبه‌بندی جهانی قابلیت زندگی» منتشر می‌کند که در آن ۱۴۰ شهر دنیا از نظر کیفیت زندگی شهری رتبه‌بندی می‌شوند. این رتبه‌بندی بر اساس معیارهایی مثل ثبات، خدمات بهداشتی، فرهنگ، محیط زیست آموزش و زیر ساخت‌ها انجام می‌شود.
ملبورن، استرالیا، از سال ۲۰۱۱ تا ۲۰۱۷، به مدت هفت سال پیاپی به عنوان قابل‌زندگی‌ترین شهر جهان شناخته شد. پیش از آن، ونکوور، کانادا، بین سال‌های ۲۰۰۴ تا ۲۰۱۰ در صدر این لیست قرار داشت. در گزارش اولیه سال ۲۰۰۲ نیز، ملبورن و ونکوور مشترکاً رتبه اول را به دست آوردند. از سال ۲۰۱۵، ونکوور به رتبه سوم سقوط کرده است، در حالی که وین، پایتخت اتریش، که تا سال ۲۰۱۸ در جایگاه دوم بود، در همان سال به صدر لیست صعود کرد.
گالوی ایرلند، از سال ۲۰۲۳ توسط EIU به عنوان دوست داشتنی‌ترین شهر جهان رتبه‌بندی شده است.
همچنین شهر دمشق (سوریه)، در میان ۱۴۰ شهری که در سال ۲۰۱۶ ارزیابی شده است، در پایین‌ترین رده قرار گرفت.
واحد اطلاعات اکونومیست علاوه بر آن یک نظرسنجی دربارهٔ هزینه‌های زندگی در سطح جهان منتشر می‌کند که هزینه زندگی، در طیف وسیعی از شهرهای جهان را با یکدیگر مقایسه می‌کند.
| زیست پذیرترین شهرها بر اساس آمار ای‌آی‌یو 2024 | زیست پذیرترین شهرها بر اساس آمار ای‌آی‌یو 2024 | زیست پذیرترین شهرها بر اساس آمار ای‌آی‌یو 2024 |
| -------------------------------------------- | -------------------------------------------- | -------------------------------------------- |
|                                              | شهر                                          | کشور                                         |
| ۱                                            | وین                                          | اتریش                                        |
| ۲                                            | کپنهاگ                                       | دانمارک                                      |
| ۳                                            | زوریخ                                        | سوئیس                                        |
| ۴                                            | ملبورن                                       | استرالیا                                     |
| ۵                                            | کلگری                                        | کانادا                                       |
| ۶                                            | ژنو                                          | سوئیس                                        |
| ۷                                            | سیدنی                                        | استرالیا                                     |
| ۸                                            | ونکوور                                       | کانادا                                       |
| ۹                                            | اوزاکا                                       | ژاپن                                         |
| ۱۰                                           | اوکلند                                       | نیوزلند                                      |

## رده‌بندی مرسر

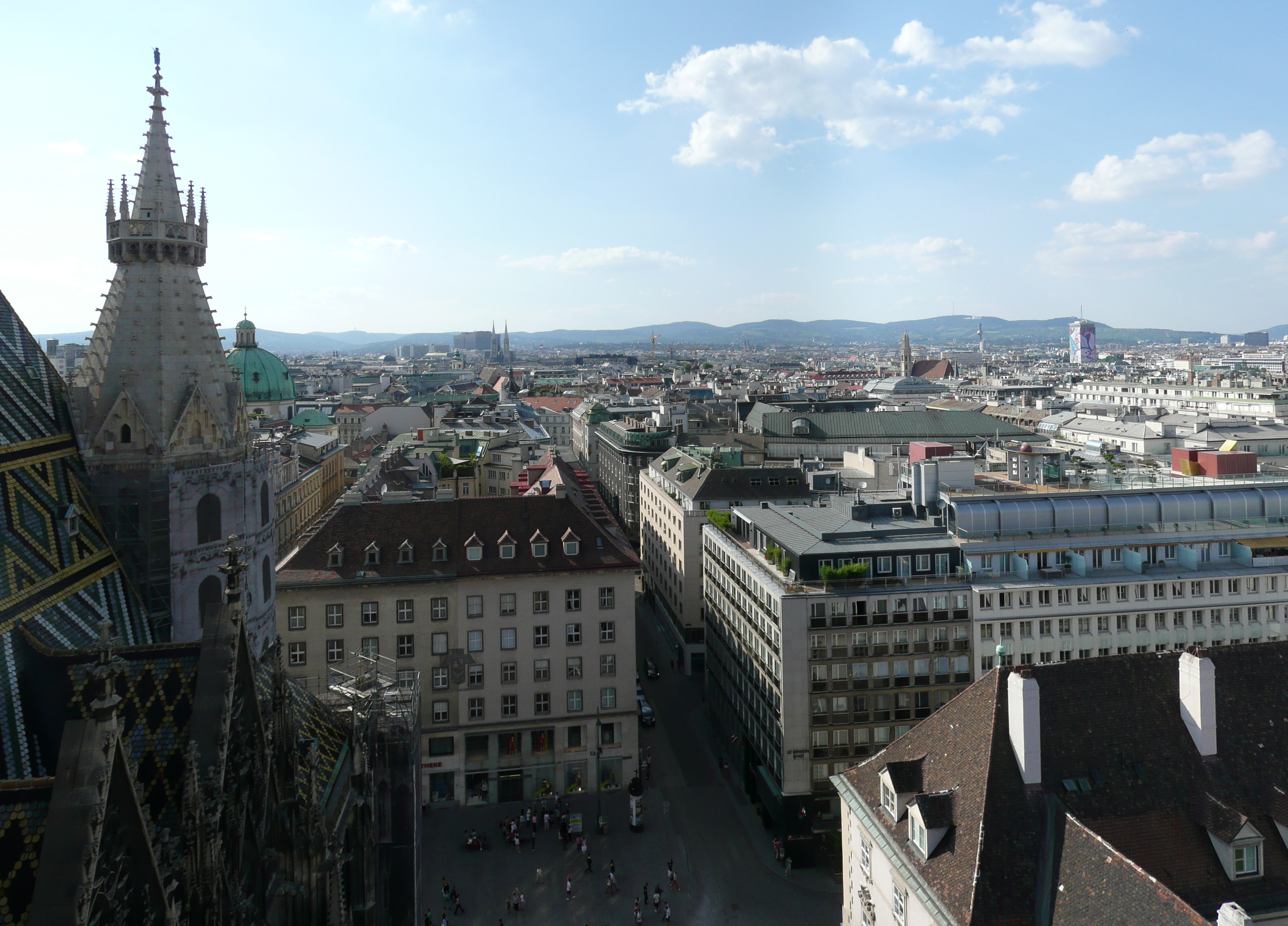
وین، اتریش

شرکت مشاوره جهانی منابع انسانی و خدمات مالی آمریکایی مرسر، سالانه بررسی کیفیت زندگی خود را با مقایسه ۲۲۱ شهر و بر اساس ۳۹ معیار منتشر می‌کند. به شهر نیویورک امتیاز اولیه ۱۰۰ داده می‌شود و سایر شهرها در مقایسه با آن رتبه‌بندی می‌شوند. معیارهای مهم ایمنی، آموزش، بهداشت، مراقبت‌های بهداشتی، فرهنگ، محیط زیست، تفریح، ثبات اقتصادی، حمل و نقل عمومی و دسترسی به کالاها و خدمات است. این لیست برای کمک به شرکت‌های چند ملیتی در تصمیم‌گیری در مورد راه اندازی دفاتر یا کارخانه‌ها و میزان پرداخت حقوق کارمندان در نظر گرفته شده است. مرسر از سال ۲۰۰۹ وین پایتخت اتریش را در نظرسنجی سالانه کیفیت زندگی در رتبه اول قرار داده است.
| رتبه‌بندی کیفیت زندگی مرسر 2023 | رتبه‌بندی کیفیت زندگی مرسر 2023 | رتبه‌بندی کیفیت زندگی مرسر 2023 |
| ردیف                           | شهر                            | کشور                           |
| ------------------------------ | ------------------------------ | ------------------------------ |
| ۱                              | وین                            | اتریش                          |
| ۲                              | زوریخ                          | سوئیس                          |
| ۳                              | اوکلند                         | نیوزیلند                       |
| ۴                              | کپنهاگن                        | دانمارک                        |
| ۵                              | ژنو                            | سوئیس                          |
| ۶                              | فرانکفورت                      | آلمان                          |
| ۷                              | مونیخ                          | آلمان                          |
| ۸                              | ونکوور                         | کانادا                         |
| ۱۰                             | سیدنی                          | استرالیا                       |
| ۱۱                             | دوسلدورف                       | آلمان                          |

## رده‌بندی مونوکل

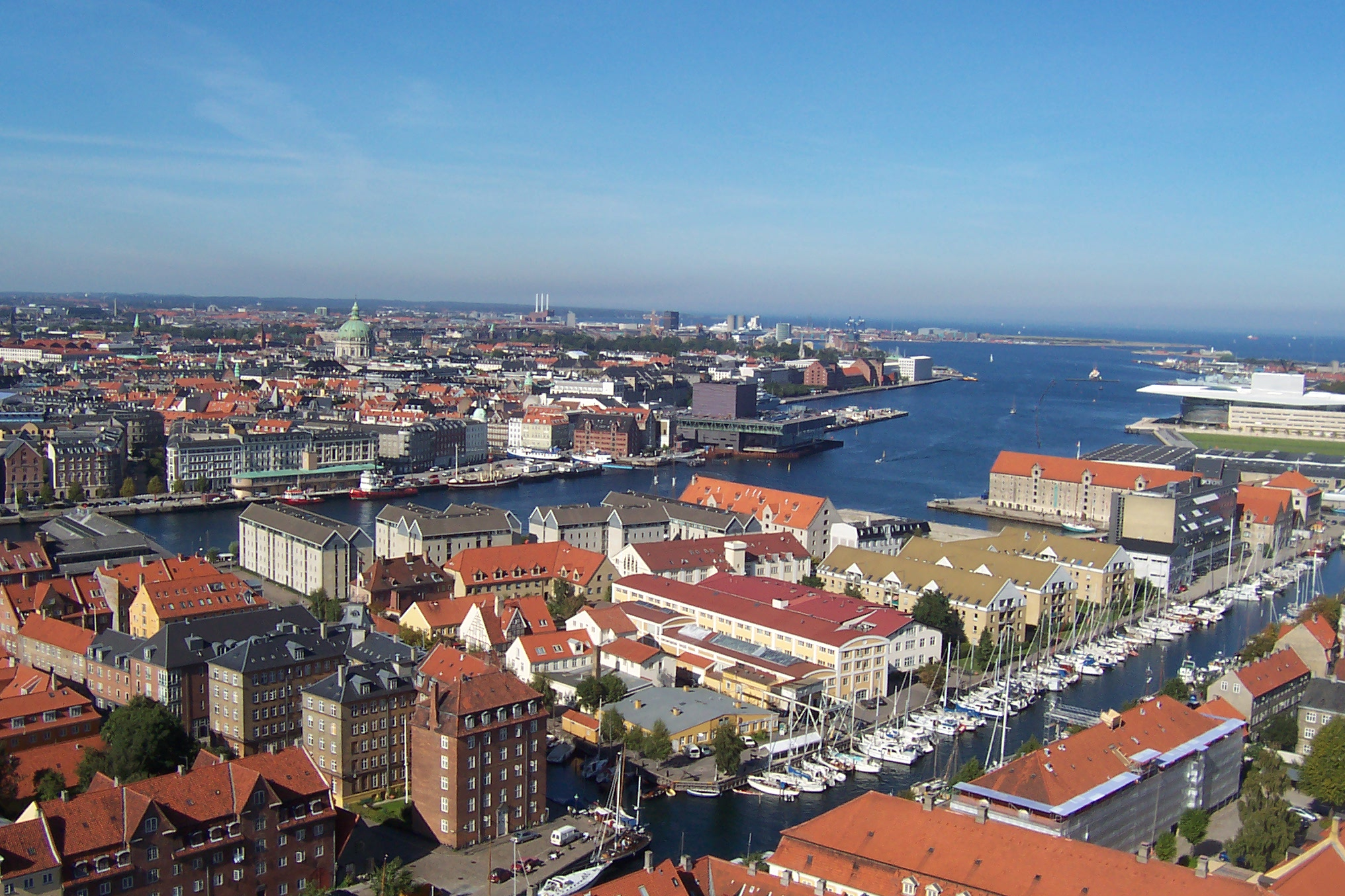
کپنهاگ، دانمارک

از سال ۲۰۰۶، مجله سبک زندگی مونوکل لیستی سالانه را منتشر می‌کند. این لیست در سال ۲۰۰۸ «شاخص‌ترین شهرهای قابل زندگی» نامگذاری شد و ۲۵ مکان برتر برای کیفیت زندگی را ارائه داد.
معیارهای مهم در این بررسی ایمنی، جرم و جنایت، ارتباط بین‌المللی، آب و هوا، آفتاب، کیفیت معماری،
حمل و نقل عمومی، تحمل، مسائل زیست‌محیطی و دسترسی به طبیعت، طراحی شهری، شرایط کسب و کار، توسعه سیاست‌های فعال و مراقبت‌های پزشکی است.
نظرسنجی مونوکل ۲۰۲۳ مشخص کرد که قابل زندگی‌ترین شهر جهان وین است و پس از آن کپنهاگ، مونیخ و زوریخ قرار دارند.
| بررسی کیفیت زندگی 2023 Monocle | بررسی کیفیت زندگی 2023 Monocle | بررسی کیفیت زندگی 2023 Monocle |
| ردیف                           | شهر                            | کشور                           |
| ------------------------------ | ------------------------------ | ------------------------------ |
| ۱                              | وین                            | اتریش                          |
| ۲                              | کپنهاگ                         | دانمارک                        |
| ۳                              | مونیخ                          | آلمان                          |
| ۴                              | زوریخ                          | سوئیس                          |
| ۵                              | استکهلم                        | سوئد                           |

## نظرسنجی زنده ماندن دویچه بانک
نظرسنجی سال ۲۰۱۹ نشان داد که شهرهای زیر از نظر کیفیت زندگی به دلایل متعددی دارای بالاترین سطح هستند (به عنوان مثال سبک زندگی، قیمت مناسب، شادی و آلودگی و غیره)
| شهرهایی با بالاترین کیفیت زندگی 2019 | شهرهایی با بالاترین کیفیت زندگی 2019 | شهرهایی با بالاترین کیفیت زندگی 2019 |
| ------------------------------------ | ------------------------------------ | ------------------------------------ |
|                                      | شهر                                  | کشور                                 |
| ۱                                    | زوریخ                                | سوئیس                                |
| ۲                                    | ولینگتون                             | نیوزیلند                             |
| ۳                                    | کپنهاگن                              | دانمارک                              |
| ۴                                    | وین                                  | اتریش                                |
| ۵                                    | ادینبورگ                             | اسکاتلند                             |
| ۶                                    | سنگاپور                              | سنگاپور                              |
| ۷                                    | ملبورن                               | استرالیا                             |
| ۸                                    | بوستون                               | ایالات متحده آمریکا                  |
| ۹                                    | سیدنی                                | استرالیا                             |
| ۱۰                                   | سان فرانسیسکو                        | ایالات متحده آمریکا                  |